# سقانفار
سقانفار سقانپار یا سقاتالار آلونک‌ها یا اتاقک‌هایی هستند که در مازندران در شمال ایران برای استفاده‌های گوناگون ساخته می‌شوند.
سقانفارها که بیشتر در کنار حسینیه‌ها، مساجد یا محوطه گورستان‌ها ساخته می‌شدند معمولاً موقوفه ابوالفضل بودند که ثروتمندان از آن برای شرکت در مراسم سوگواری استفاده می‌کردند.
از معروف‌ترین سقانفارهای مازندران می‌توان به «کیجا تکیه» در شهر بابل، «شیاده» ، سقانفار تنهاکلا «تنهاکلا (بابل)» و «کبریاکلا» در اطراف بابل و «آهنگرکلا»، «زرین‌کلا» و «هندوکلا» در آمل اشاره نمود.

## کاربرد مذهبی

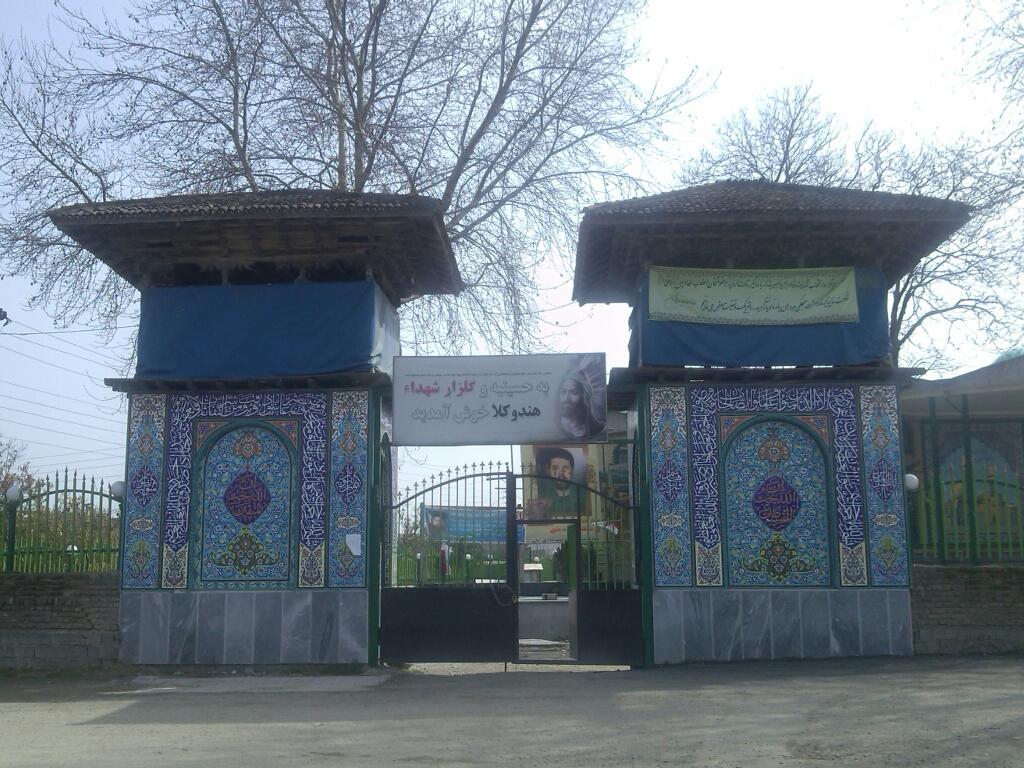
سقانفار هندوکلا از نمایی دیگر

قسمت بالای این مکان محل قرارگیری نوحه‌خوان بوده‌است و در قسمت پایین به مردم چای داده می‌شد. به این وسیله متولیان مراسم عزاداری سعی می‌کردند به این وسیله شرایط حضور مردم در بیرون مسجد و حضور آنها  برای برگزاری مراسم را به نوعی فراهم سازند. طبقه زیرین گاهی بنای محصور و گاه تشکیل شده از پایه‌های قطور چوبین است.

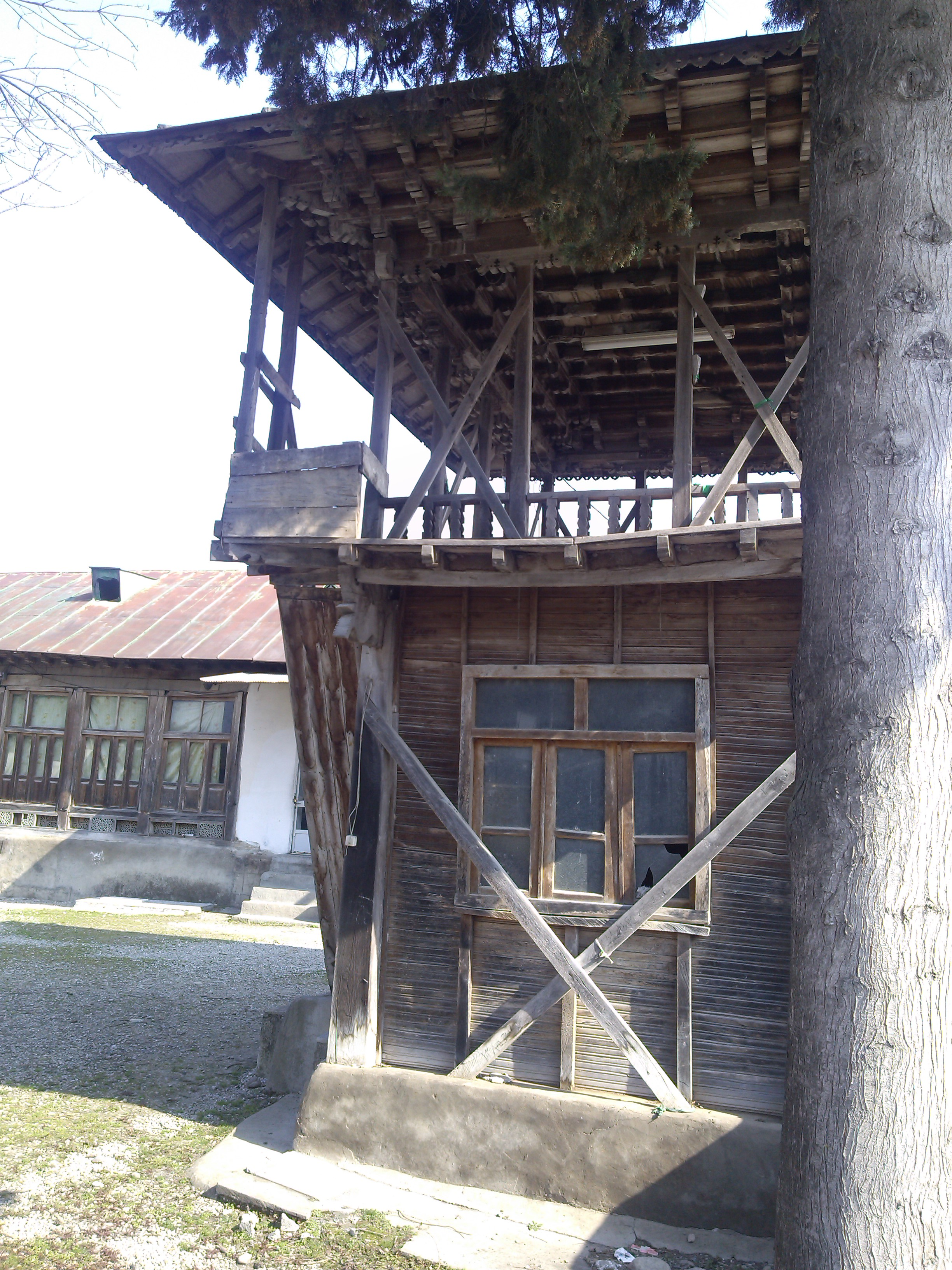
سقانفار شیاده

سقانفارها با مواد و مصالح چوبی ساخته می‌شود و عمده کارکرد این بناها که به یاد ابوالفضل (ملقب به سقای دشت کربلا) ساخته شده‌اند در ایام ماه محرم و عزاداری‌های مربوط به این ماه است. سقانفارها که معمولاً دو طبقه‌اند، از طریق پلکان‌های چوبی از پایین به طبقة بالا راه دارند. طبقه اول آن مکانی است که معمولاً زنان محلی در آن جمع شده و عزاداری می‌کنند. و در طبقه دوم هم مردان در طول شب‌های عزا و دهه اول ماه محرم به عزاداری می‌پردازند.

## کاربرد کشاورزی
گونه‌ای از این بنا که ساده و فاقد تزئینات است، در کشتزارها ساخته می‌شود و محل پاسداری از محصولات است. این نوع خاص به «ساق‌نفار» معروف بوده و نگهبان که «شوپه» (شب پا) نام دارد، در بلندای آن نشسته و به ایجاد صدای بلند با کوبیدن بر تشت می‌پردازد و حیوانات را فراری می‌دهد.